# Olympiade d'échecs de 1931

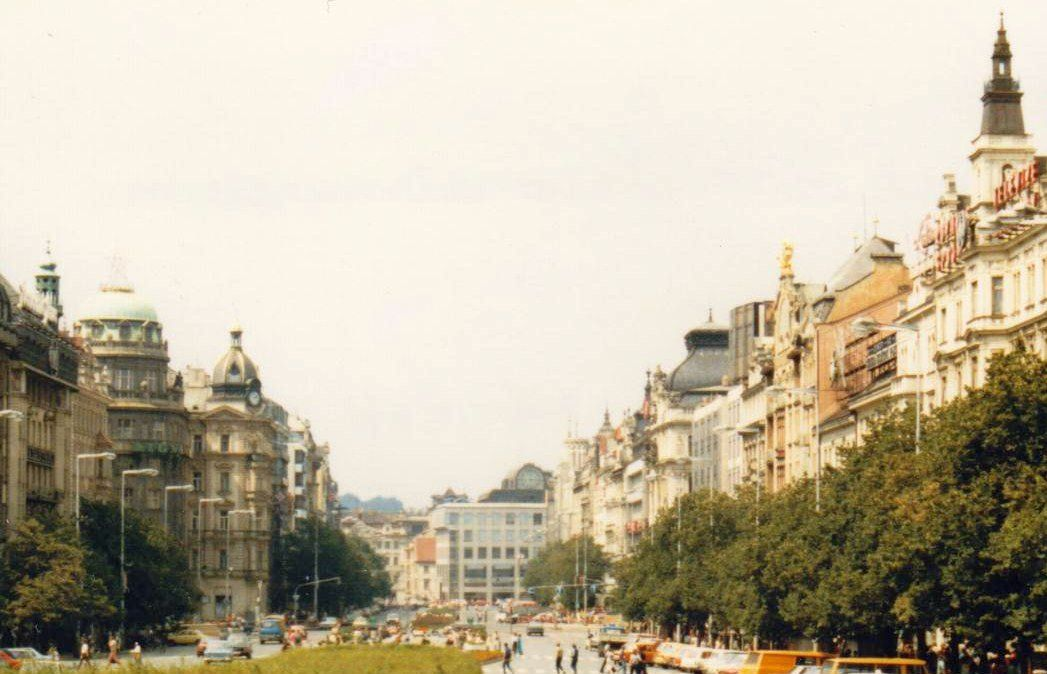
L'Olyimpiade d'échecs de 1931 s'est déroulée à Prague, en Tchécoslovaquie.

L'Olympiade d'échecs de 1931 est une compétition mondiale par équipes et par pays organisée par la FIDE. Les pays s'affrontèrent sur 4 échiquiers. 
Cette 4e Olympiade s'est déroulée du 11 au 26 juillet à Prague, en Tchécoslovaquie.
Les points ne furent pas attribués au regard des résultats des matches inter-nations, mais en fonction des résultats individuels sur chaque échiquier (un point par partie gagnée, un demi-point pour une nulle, zéro point pour une défaite).

## Tournoi masculin

### Contexte
Cette Olympiade réunit 19 nations.
La compétition se déroula en poule unique, toutes rondes.
La plupart des meilleurs joueurs du monde participèrent à la compétition, à l'exception pour des raisons diverses de Capablanca, Euwe et Nimzovitch. 

### Résultats
| Classement final |                 |      |
| 1er              | États-Unis      | 48   |
| 2e               | Pologne         | 47   |
| 3e               | Tchécoslovaquie | 46,5 |
| 4e               | Yougoslavie     | 46   |
| 5e               | Allemagne       | 45,5 |

La France se classe 14e avec 29,5 points.

### Participants individuels
- Pour les États-Unis : I. Kashdan, F. Marshall, A. Dake, Horowitz, H. Steiner.
- Pour la Pologne : A. Rubinstein, X. Tartakover, D. Przepiorka, K. Makarczyk, P. Frydman.
- Pour la Tchécoslovaquie : S. Flohr, Gilg, J. Rejfíř, K. Opočenský, K. Skalicka.
- Pour la France : Alekhine, Gromer, Kahn, Betbeder, Duchamp.

La Pologne présentait la même équipe que l'année précédente, mais ne put conserver son titre. Akiba Rubinstein souffrait de plus en plus de troubles mentaux et ne renouvelle pas son score de 1930. Il abandonnera les échecs l'année suivante.